# Miltogramma ussuriensis
Miltogramma ussuriensis är en tvåvingeart som beskrevs av Artamonov 1991. Miltogramma ussuriensis ingår i släktet Miltogramma och familjen köttflugor. Inga underarter finns listade i Catalogue of Life.